# Carlos Finlay
Carlos Juan Finlay (3. prosince 1833 Camagüey – 20. srpna 1915 Havana) byl kubánský lékař, epidemiolog. Objevil, že žlutou zimnici přenášejí samičky komárů Aedes aegypti.

## Život
Narodil se v Puerto Principe (dnes Camaguey) na Kubě, kam se jeho otec, skotský lékař, přestěhoval. Matka byla Francouzka a syna poslala r. 1844 do školy k dědečkovi do Rouenu. Tam onemocněl cholerou a vrátil se zpět k rodičům, aby se zotavil. Do Evropy se vrátil r. 1848, nejprve do Anglie, potom pokračoval ve vzdělávání ve Francii. Nakazil se břišním tyfem a znovu odjel na Kubu. Protože Univerzita v Havaně neuznala jeho evropské vzdělání, zapsal se na Jeffersonovu lékařskou fakultu ve Filadelfii, kde promoval v r. 1855. Vrátil se do Havany, kde si r. 1857 otevřel lékařskou praxi. R. 1865 se oženil s Adélou Shinovou. Měli tři syny. Zemřel na mrtvici ve svém domě v Havaně 20. srpna 1915.

## Výzkum žluté zimnice
Už od r. 1857 se zabýval se výzkumem žluté zimnice, neboť tato nemoc způsobila smrt tisíců lidí v oblasti Střední Ameriky. Přišel s teorií, že žlutou zimnici roznášejí samičky moskyta Eades aegypti  (dříve známý též jako Culex facinatus). Svou teorii přednesl na konferenci v Havaně v r. 1881, ale byla přijata s nedůvěrou. Chyběly důkazy. Ani experimenty, které Finlay prováděl na lidech, nepřinesly potvrzení této teorie. V té době nebylo známo, že virus žluté zimnice potřebuje 12 dní k tomu, aby se vyvinul v těle komára. Teprve potom je schopen vyvolat nemoc u člověka po bodnutí hmyzem. Čerstvě vylíhnutí komáři, které Finlay k pokusům používal, nemoc nezpůsobili.
Roku 1900 vypukla mezi příslušníky americké armády na Kubě epidemie žluté zimnice. Byla ustavena odborná komise ve složení Walter Reed, James C. Carroll, Jesse William Lazear a kubánský lékař Aristid Agramonte. Dr. Finlay jim poskytl výsledky svého dlouholetého výzkumu i vajíčka komárů, kteří mohli být infikováni. Dobrovolníci, včetně dvou členů komise, se postupně nechali bodnout komáry, kteří v sobě nesli virus déle než dva týdny a onemocněli. J. W. Lazear zemřel. 27. října 1900 byla zveřejněna zpráva komise, která potvrdila původní hypotézu dr. Finlaye. Finlay se v letech 1902–1909 stal hlavním zdravotním důstojníkem na Kubě. Prováděné sanitární práce směřující k likvidaci tropických komárů přispěly k rapidnímu poklesu úmrtnosti na žlutou zimnici na Kubě.

## Ocenění

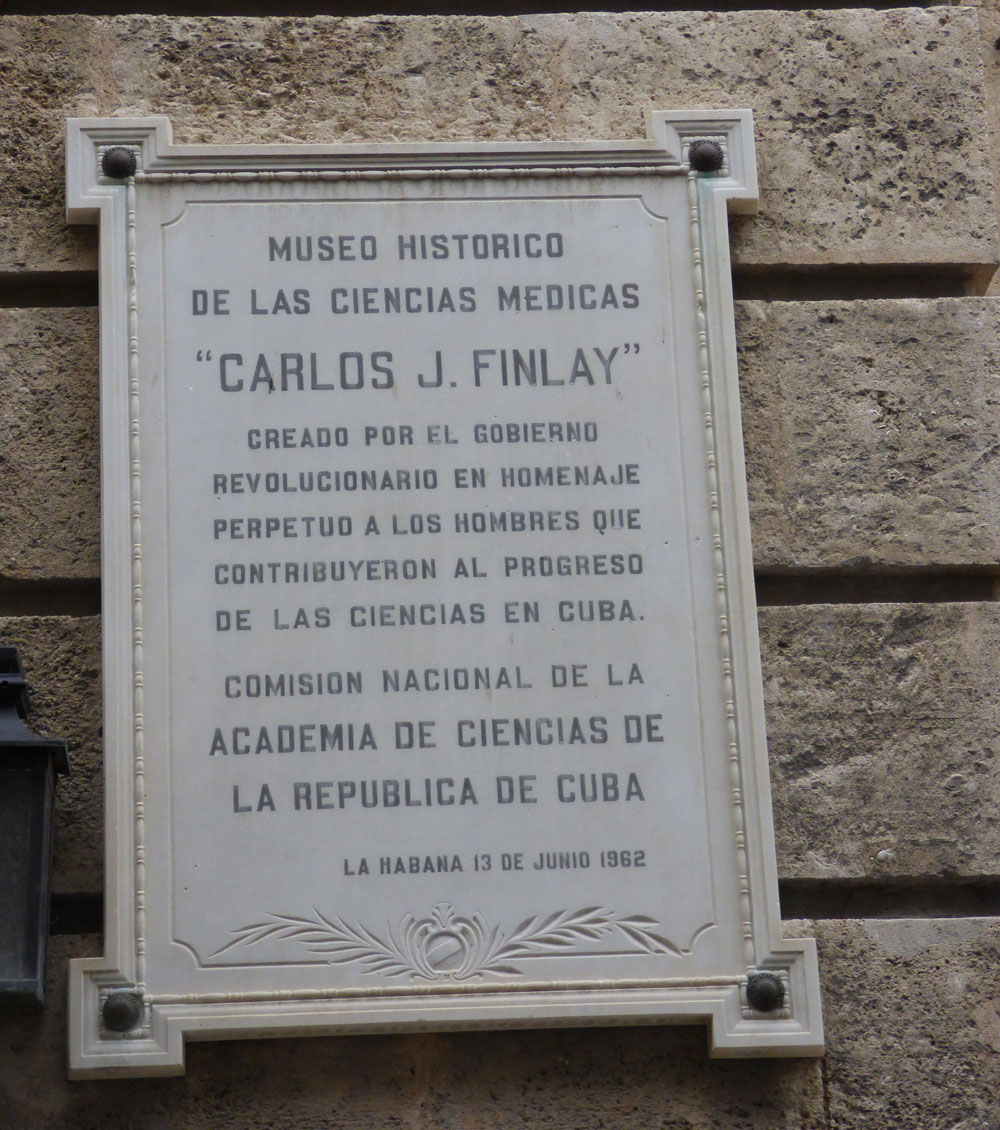
Tabule na zdi muzea v Havaně

Finlay byl v letech 1905–1915 desetkrát nominován na Nobelovu cenu za fyziologii nebo lékařství, ale nikdy ji nezískal. Roku 1908 byl vyznamenán řádem Čestné legie. Jeho jméno nese od r. 1962 muzeum lékařské historie v Havaně.